# Stade de Ngor
Le Stade de Ngor est un stade de football sénégalais situé dans la commune de Ngor à Dakar, la capitale du pays. 
Le stade, doté d'une capacité de 3 000 places, est l'enceinte à domicile du club de football de l'Olympique de Ngor.

## Histoire
Le stade est connu comme étant le plus occidental du continent africain (si l'on ne prend pas en compte les îles du Cap-Vert). Le premier match international à se tenir dans le stade est une rencontre de Coupe de la confédération 2015, opposant les Camerounais de l'Unisport Bafang et les Ghanéens des Hearts of Oak.